# Nelle istituzioni
Nelle istituzioni è l'editto con il quale papa Pio IX stabilì la creazione di organi deliberativi in rappresentanza della volontà politica dei propri sudditi. Fu emanato il 14 marzo 1848. Nella stessa data il pontefice emanò un altro editto, Romani e quanti.

## Contenuto
Argomento del pontefice è quali siano le istituzioni oggi più adeguate per governare i popoli.
Lo Stato della Chiesa ha istituzioni plurisecolari. Nel tempo le istituzioni si sono adeguate ai cambiamenti sociali.
Oggi lo Stato pontificio, primo in Italia, ha introdotto organi consultivi. Gli stati confinanti si sono spinti più in là ed hanno istituito organi deliberativi. Che cosa conviene fare? Appare giusto che le leggi siano fatte da rappresentanti del popolo.
Ecco quindi che verranno istituiti due consigli legislativi. Il pontefice manterrà il diritto di "sanzionare" (approvare) e promulgare tutte le leggi; inoltre riserverà a sé la prerogativa di decidere in materia di religione e di morale.
Allegato all'editto è il testo della Carta costituzionale dello Stato Pontificio, denominata Statuto fondamentale pel governo temporale degli stati di Santa Chiesa.